# Теглевичи
Тегле́вичи (бел. Цягле́вічы) — агрогородок в Зельвенском районе Гродненской области Белоруссии. Административный центр Доброселецкого сельсовета. Расположен в 20 км от городского посёлка Зельва и одноимённой железнодорожной станции, в 123 км от Гродно. Население — 269 человек (2015). 

## История
Впервые упоминаются во второй половине XIX века как центр сельского общества Межиречской волости Волковысского уезда Гродненской губернии с населением в 137 государственных крестьян и 7 однодворцев. В 1897 году упоминается водяная мельница.
Согласно Рижскому мирному договору (1921) Теглевичи оказались в составе межвоенной Польской Республики, в Волковысском повете Белостокского воеводства. Работал кирпичный завод. В 1939 году вошли в состав БССР.
С 15 января 1940 года в Ружанском район Брестской области, с 12 октября 1940 года в Доброселецком сельсовете. Работал детский дом.
C конца июня 1941 года по середину июля 1944 года была оккупирована немецко-фашистскими войсками, в деревне размещался немецкий гарнизон.
С 8 января 1954 года в Гродненской области, с 19 июня 1954 года в Брестской области. В 1962—1966 годы в Волковысском районе Гродненской области.
В 1966—1980-е годы — центр колхоза имени Чапаева. В 1970 году работали 8-летняя школа, фельдшерско-акушерский пункт, клуб, магазин. В 1980-е годы — центр колхоза имени Держинского. В 1995 году работали машинный двор с механической мастерской, молочно-товарная ферма, средняя школа, ясли-сад, Дом быта, библиотека, отделения связи, автоматическая телеграфная станция, магазин. В 2003 году также работал комплексный приёмный пункт.
В 2007 году деревня преобразована в агрогородок.
В 2015 году центр сельскохозяйственного филиала «Доброселецкий» КУП «Гроднооблдорстрой».

## Население
Население деревни на 2015 год составляло 269 человек.
| 1897 | 1904  | 1970  | 1995  | 2003  | 2011  | 2015  |
| ---- | ----- | ----- | ----- | ----- | ----- | ----- |
| 259  | ▲ 320 | ▲ 396 | ▼ 353 | ▼ 300 | ▼ 264 | ▲ 269 |

## Культура
- Историко-краеведческий музей УПК Теглевичского д/с-СШ

## Достопримечательности
- Братская могила советским воинам, погибшим во время Великой Отечественной войны
- Памятник Ф. Дзержинскому